# Les Surfs
Les Surfs waren eine madagassische Popgruppe der französischsprachigen Musikrichtung Yéyé, die offiziell von 1963 bis 1971 bestand.

## Mitglieder
- Monique Rabaraona (Monikya, * 8. Mai 1945, † 15. November 1993)
- Nicole Rabaraona (* 21. Juli 1946, † 5. Mai 2000)
- Coco Rabaraona (* 19. Juni 1939)
- Pat Rabaraona (* 13. April 1941)
- Rocky Rabaraona (* 7. Mai 1942)
- Dave Rabaraona (* 4. Dezember 1943)

## Geschichte
Die sechs Mitglieder der Surfs waren vier Brüder und zwei Schwestern, die Ältesten von zwölf Kindern der Familie Rabaraona. Im Jahr 1958 bildeten sie eine Gruppe namens Les Béryls, deren Haupteinfluss die Platters waren. Sie nahmen erfolgreich an einen Wettbewerb in Tananarive teil und gewannen ein Flugticket nach Paris, wo sie beim Sendestart des zweiten Fernsehsenders der Télévision Française am 8. September 1963 an der Porte de Versailles ihre Heimat Madagaskar präsentierten. Später nahm Roger Marouani sie für das Plattenlabel Disques Festival unter Vertrag. Er benannte die Gruppe um in Les Surfs, um so von der derzeitigen Popularität der gleichnamigen Musikrichtung zu profitieren. 
Im Jahr 1963 nahmen sie Reviens vite et oublie auf, eine Coverversion des Titels Be My Baby von den Ronettes, und erlangten dank dieses Titels einen ersten beachtlichen Erfolg, bevor sie (wie Frank Alamo) an der Tournée von Sheila teilnahmen. Ihre geringe Körpergröße (1,48 m im Schnitt) ist eines der Elemente, die ihren Charme ausmachen. Sie nahmen mehrere kommerzielle Erfolge auf, zu den Klängen von Yéyé, die zur großen Mehrzahl Adaptationen angelsächsischer Hits waren, wie Si j'avais un marteau, T'en va pas comme ça, Shoop shoop...va l'embrasser, Adieu chagrin (Wiederaufnahme eines Songs der Beatles), Scandale dans la famille oder auch À présent tu peux t'en aller. Das Repertoire der Gruppe blieb arm an Originaltiteln, was aber das Publikum nicht weiter störte. Im Jahr 1966 gehörten die Surfs zu den Stars des Augenblicks, die auf dem mythischen Foto von Salut les copains abgebildet sind, unsterblich gemacht durch Jean-Marie Périer. Trotzdem nahm der Erfolg dann sehr schnell ab, und sie hörten schon im folgenden Jahr auf, weitere Aufnahmen zu machen. Nach ihren Tourneen in Québec, entschieden sie 1971, sich zu trennen und ließen sich in Montréal nieder. Die unerwarteten Änderungen der musikalischen Mode und auch im Familienleben der Mitglieder — Monique und Nicole sind beide dreifache Mütter — sind einer der Gründe, die sie zum Aufhören drängten. In ihrer aktiven Zeit verkaufte die Gruppe ungefähr vier Millionen Schallplatten.
In Québec verfolgten Monique und ihr Bruder Rocky jeder für sich eine Solokarriere. Sie fanden im Jahr 1979 wieder zueinander, um für zwei Jahre ein Duo unter dem Namen Rocky et Monique zu bilden. Das Duo trennte sich 1981, als Monique entschied, nach Frankreich zurückzukehren. Auf Tournée in Madagaskar im Jahr 1989 gründete sie die Gruppe Les Surfs-Feedback mit vier weiteren ihrer Brüder (Roland, Rémy, Luc und Dominique) und versuchte sich an der Produktion und Präsentation von Fernsehsendungen. Sie starb am 15. November 1993 in Paris. Nicole starb am 5. Mai 2000 in San Diego in Kalifornien. Beiden ruhen im Familiengrab in ihrem alten Dorf Fiakarana (Madagaskar).
Danach machte Rocky solo weiter, nun unter dem Namen Rocky des Surfs (Rocky von den Surfs), mit der Präsentation einer Show mit dem Titel: Il était une fois... Les Surfs (Es war einmal ... Die Surfs), in der er Anekdoten über diese außergewöhnliche Gruppe erzählt, unterbrochen von ihren großen Musikerfolgen. Er machte mehrere Tourneen in  Madagaskar, begleitet von den "Surfs-Feedback". Hin und wieder unternimmt er eine Konzertreise durch Frankreich, um seine Show an mehreren Abenden zu zeigen.

## Filmografie und TV
- "Tête de Bois et Tendres Années" (1963) Französisch TV
- "Tête de Bois et Tendres Années" (1964) Französisch TV
- "Cherchez l'idole" (1964) Französisch Film
- "La Rose d’or de Montreux" erscheint mit The Rolling Stones (1964) Schweizer TV
- "Ready Steady Go" mit Petulia Clark (1964) London TV
- "Petulia Clark Show" (1965) London TV
- "Rundherum die Welt" (1965) Hamburg TV
- "La Rose d’or de Montreux" (1965) Schweizer TV
- "The Hollywood Palace" (1965) Amerikanische TV
- "Ready Steady Go" erscheint mit The Rolling Stones (1966) London TV
- "This Is Tom Jones" (1966) London TV
- "Petula Clark Show" (1966) London TV
- "Die Caterina-Valente-Show" Episode 2 (1966) ZDF TV
- "Rendezvous am Rhein" Episode: Am Bodensee (1966) ARD/ORF/SRG/TF1 TV
- "Cravate Noir" (1967) Französisch TV
- "Les Palmarès des Chansons" (1967) Französisch TV
- "The Talk of the Town" (1968) London TV
- "The Jack Benny Show" (1968) London TV

## Diskografie
Die Jahresangaben beziehen sich auf die Veröffentlichung in Frankreich.

### Schallplatten 45 min−1(EP)
Fettgedruckt sind die bekanntesten Titel.
- Reviens vite et oublie / Ce garçon / Dum Dum Dee Dum / Pas si simple que ça (1963 - Festival FX 1363)

- Si j'avais un marteau / Écoute cet air-là / T'en va pas comme ça / Uh Uh (1963 - Festival FX 1367)

- À présent tu peux t'en aller / Je sais qu'un jour / Je te pardonne / Ça n'a pas d'importance aus dem Film Cherchez l'idole  (1964 - Festival 1378)

- Shoop Shoop... Va l'embrasser / Je ne suis pas trop jeune / Adieu chagrin / Avec toi je ne sais plus (1964 - Festival FX 1380)

- Chaque nuit / Tu n'iras pas au ciel / Un toit ne suffit pas / Sacré Josh (1964 - Festival FX 1410)

- Le Printemps sur la colline / Tu verras / Café, Vanille ou Chocolat / Pour une rose (1965 - Festival FX 1432)

- Tant que tu seras / Clac tape / Pour une pomme / Partager tous tes rêves (1965 - Festival FX 1442)

- Scandale dans la famille / Défense de toucher à mon amour / Ton souvenir / Stop (1965 - Festival FX 1459)

- Reviens Sloopy / Les hommes n'auront plus de peurs / If You Please / Pourquoi pas moi (1965 - Festival FX 1470)

- Par amour pour toi / Les Mouches au plafond / Va où tu veux / Sur tous les murs (1966 - Festival FX 1480)

- Alors / Mon chat qui s'appelle Médor / Longtemps / Pulchérie chérie (1966 - Festival FX 1496)

- Une rose de Vienne / Si loin d'Angleterre / Les Troubadours de notre temps / Un jour se lève (1966 - Festival FX 1513)

- Mon pays est bien loin / Drôle de fille / C'est grâce à toi / J'ai tant de joie (1967 - Festival FX 1533)

- Les Noces d'argent / Toi seul / Une tête dure / Aime-moi comme je t'aime (1967 - Festival FX 1562)

### Schallplatten 33 min−1
- Les Surfs à l'Olympia (1964 - Festival FLD 330 S) : Reviens vite et oublie / Ce garçon / Oublie cet étranger / Pas si simple que ça / Cent mille filles / Gotta Lotta Love / Si j'avais un marteau / Écoute cet air-là / T'en va pas comme ça / Dum Dum Dee Dum / Uh Uh / When the Saints Go Marching in

- Les Surfs (1964 - Festival FLD 337 S) : Chaque nuit / Sacré Josh / Tu n'iras pas au ciel / Tu pars et tu pleures / Ils disaient / Adieu marin / Un toit ne suffit pas / Moi qui t'aime encore / Pour une rose / Reste avec moi / Je ne veux pas changer / Richard Cœur de Lion

- Les Surfs (1964 - Festival FLD 340 S) : Adieu chagrin / It's All Right / Avec toi je ne sais plus / Je te pardonne / Toi tu m'as tout donné / Shoop Shoop... Va l'embrasser / À présent tu peux t'en aller / Je sais qu'un jour / Ça n'a pas d'importance / Je ne suis pas trop jeune

- Les Surfs (1965 - Festival FLD 345 S) : Si j'avais un marteau / Reviens vite et oublie / Tu Verras / Claque Tape / Stop / Pour Une Rose / When the Saints Go Marching In / Café, Vanille ou Chocolat / Le Printemps sur la colline / Défense de toucher à mon amour / Partager tous tes rêves / Ne joue pas la comédie / À présent tu peux t'en aller

- Les Surfs (1966 - Festival FLD 375 S) : Alors / Les Mouches au plafond / Pulchérie chérie / Longtemps / Sur tous les murs / Reviens Sloopy / Mon chat qui s'appelle Médor / If You Please / Les hommes n'auront plus de peurs / Pourquoi pas moi / Va où tu veux / Par amour pour toi